# Paul Gogarty

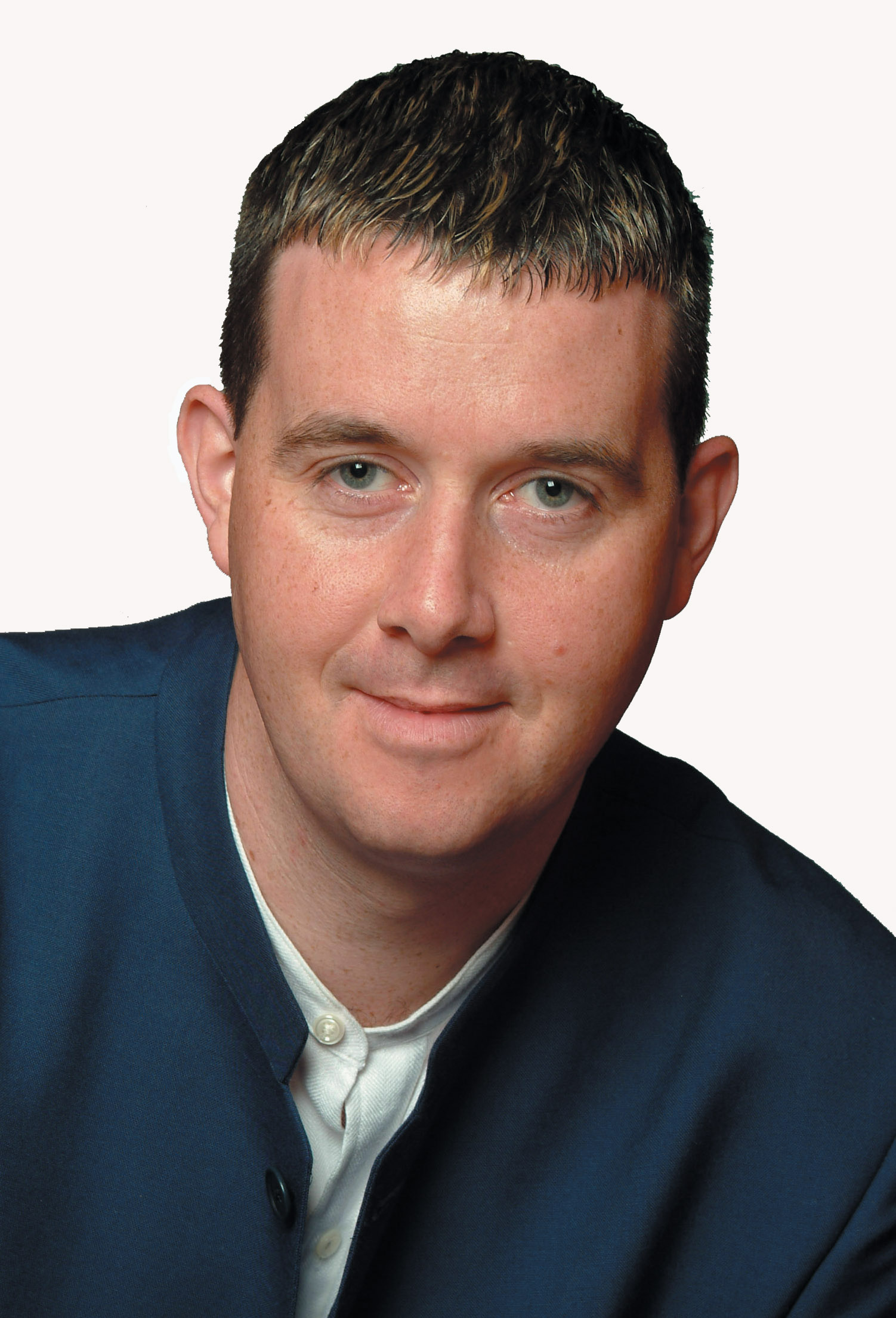
Paul Gogarty (2005)

Paul Nicholas Gogarty (* 20. Dezember 1968 in Castlepollard, County Westmeath) ist ein irischer Politiker und war von 2002 bis 2011 Abgeordneter im Dáil Éireann, dem Unterhaus des irischen Parlaments.
Gogarty trat 1989 der Green Party bei und war seitdem ein aktives Parteimitglied. 1999 wurde er in das South Dublin County Council gewählt. Gogarty wurde Mai 2002 erstmals für die Green Party in den Dáil Éireann gewählt. Er trat hierbei im Wahlkreis Dublin Mid West an. Der Politik seiner Partei folgend, legte er nach seiner Wahl sein Mandat im South Dublin County Council nieder und wurde von seinem Parteikollegen Fintan McCarthy ersetzt. Mai 2007 erfolgte Gogartys Wiederwahl in den Dáil Éireann. Bei den nächsten Wahlen im Februar 2011, 2016 und 2020 konnte er diesen Erfolg jedoch nicht wiederholen. Als er als unabhängiger Kandidat bei den Wahlen zum Dáil Éireann 2024 antrat, konnte er knapp einen Sitz ergattern und zog erneut in den Dáil Éireann ein.